# アラビス (小惑星)
アラビス(1087 Arabis)は、小惑星帯の小惑星である。1927年9月2日にカール・ラインムートがハイデルベルクで発見した。当初は1927 RDという仮符号が付けられた。
アブラナ科のヤマハタザオ属(Arabis)にちなんで命名された。